# Jean Ramadier
Pour les articles homonymes, voir Ramadier.
Jean Ramadier (1er décembre 1913 - 19 février 1968) est un administrateur colonial français en Afrique occidentale française peu de temps avant la transition vers l'indépendance. Il a été gouverneur du Niger de 1954 à 1956, de la Guinée de 1956 à 1958 et brièvement haut-commissaire du Cameroun.

## Début de carrière
Jean Ramadier est né en 1913, fils du Premier ministre français Paul Ramadier. Pendant la Seconde Guerre mondiale, Ramadier a participé à la résistance aux Japonais en Indochine. Après avoir été capturé, il a été torturé en étant enfermé dans une cage en bambou par le Kempeitai, la police militaire japonaise. Libéré en 1945, à son retour en France, il promeut une solution où le Vietnam ferait partie de l'union avec la France, ce qui contribuerait à préserver la culture française. Ramadier a été gouverneur du Niger du 21 décembre 1954 au 3 novembre 1956, succédant à Jean-François Toby.

### Guinée
Ramadier a été nommé gouverneur de Guinée le 3 juin 1956. Il a remplacé Charles-Henri Bonfils, plus conservateur, et était moins hostile au Rassemblement démocratique africain (RDA) qui se préparait à prendre le pouvoir après l'indépendance. En 1957, Ahmed Sékou Touré de la RDA est devenu vice-président du Conseil territorial de Guinée. Compte tenu du style discret de Ramadier, cela a fait de Touré le leader du pays dans la transition vers l'indépendance. Dans une lettre privée, Ramadier a déclaré à propos de son successeur que « Touré revendiquait la descendance directe de Samory Touré, le dernier souverain indépendant, et avait l'intention de combiner l'empire malinké et la démocratie populaire sous une dialectique franco-africaine, léniniste-stalinienne ». Ramadier a quitté la Guinée en février 1958 et a été remplacé par le gouverneur Jean Mauberna.

### Cameroun
Ramadier est devenu haut-commissaire du Cameroun, y arrivant le 5 février 1958. Il était partisan de l'unification des Cameroun français et britannique. Peu de temps après son arrivée, Ramadier s'est disputé avec l'autocrate André-Marie Mbida, qui dirigeait le gouvernement, même si son parti ne comptait qu'une minorité. Ramadier a estimé que Mbida n'avait pas de mandat adéquat. Mbida s'est plaint que Ramadier essayait de pousser le Cameroun à l'indépendance trop rapidement et s'est envolé pour Paris pour faire valoir ses arguments. Il a réussi à faire transférer Ramadier à un autre poste, mais n'a pas réussi à obtenir le soutien de la France pour son gouvernement et a été contraint de démissionner, remplacé par Ahmadou Ahidjo. Mdiba est devenu plus tard le premier Premier ministre du Cameroun pré-indépendant, tandis qu'Ahidjo est devenu le premier président.